# Israel Michael Sigal
Israel Michael Sigal (* 31. August 1945 in Kiew) ist ein russischstämmiger kanadisch-israelischer Mathematiker, der sich mit mathematischer Physik befasst.

## Leben
Sigal studierte an der Staatlichen Universität Gorki mit dem Abschluss 1968 und wurde 1976 an der Universität Tel Aviv promoviert. In der Sowjetunion war er ein Schüler von Felix Berezin. 1976 bis 1978 war er an der ETH Zürich, 1978 bis 1981 an der Princeton University und ab 1981 Wissenschaftler am Weizmann-Institut. Ab 1984 war er Professor an der University of California, Irvine, und ab 1985 an der University of Toronto. Dort hat er seit 1998 den Norman Stuart Robertson Lehrstuhl in Angewandter Mathematik.

## Werk
1987 bewies er mit Avy Soffer die asymptotische Vollständigkeit im quantenmechanischen N-Körper-Streuproblem mit kurzreichweitigen Wechselwirkungen. und später 1993 für langreichweitige Wechselwirkung. Damit lösten sie zwei der Liste von Problemen der mathematischen Physik (Simon-Probleme), die Barry Simon 1984 aufstellte. Mit Volker Bach und Jürg Fröhlich befasste er sich mit der strengen mathematischen Behandlung der nichtrelativistischen Quantenelektrodynamik sowie mit der Behandlung von spektralen Problemen mit der Renormierungsgruppe. Er bewies mit seinem Doktoranden Randall Pyke die Instabilität zeitlich periodischer, räumlich lokalisierter Lösungen nichtlinearer Wellengleichungen und allgemeine Schranken für die Perioden der Lösungen nichtlinearer Wellengleichungen Weiter befasste er sich mit der mathematischen Theorie quantenmechanischen Tunnelns (mit P. Hislop) und mit großen Coulomb-Systemen, mit einem Beweis der Instabilität großer negativ geladener Ionen. Mit seinem Doktoranden Stephen Gustafsen untersuchte er die Stabilität magnetischer Wirbel (Vortices) in Supraleitern (beschrieben durch die Ginsburg-Landau-Theorie) womit sie eine Vermutung von Clifford Taubes und Arthur Jaffe bewiesen, und er fand effektive dynamische Gesetze für die Wirbelbewegung. Mit Bach und Fröhlich bewies er, dass quantenmechanische Systeme, die an ein thermisches Reservoir gekoppelt sind, bei Störungen aus dem Gleichgewicht sich wieder dem Gleichgewichtszustand nähern.

## Ehrungen und Mitgliedschaften
1992 war er Jeffrey-Williams Lecturer der Canadian Mathematical Society und 1993 erhielt er den John L. Synge Award. Er ist Fellow der Royal Society of Canada (1993). 1989 bis 1991 war Stipendiat der Killam Foundation.
1990 war er Invited Speaker auf dem Internationalen Mathematikerkongress in Kyoto (Quantum mechanics of many particle systems) und er war Invited Speaker auf den Internationalen Kongressen für Mathematische Physik 1979 in Lausanne, 1981 in Berlin und 1986 in Marseille. Er ist Fellow der American Mathematical Society.
Zu seinen Doktoranden zählen Michael Loss (an der ETH Zürich) und Izabella Laba.

## Schriften
- mit Stephen J. Gustafson: Mathematical concepts of quantum mechanics. Springer Verlag, 2. Auflage 2011.
- mit Peter D. Hislop: Introduction to spectral theory: with applications to Schrödinger operators. Springer Verlag 1996.
- Scattering theory for many body quantum-mechanical systems: rigorous results. Lecture Notes in Mathematics 1011, Springer Verlag 1983.
- mit Volker Bach, Jürg Fröhlich: Mathematical theory of nonrelativistic matter and radiation. Lett. Math. Phys., 34, 1995, S. 183–201.
- Asymptotic Completeness. AMS Translations 175, 1996, S. 183–201 (PDF; 147 kB).